# Pinus balfouriana
Pin de Balfour
Espèce
Classification phylogénétique
Statut de conservation UICN

 NT  : Quasi menacé

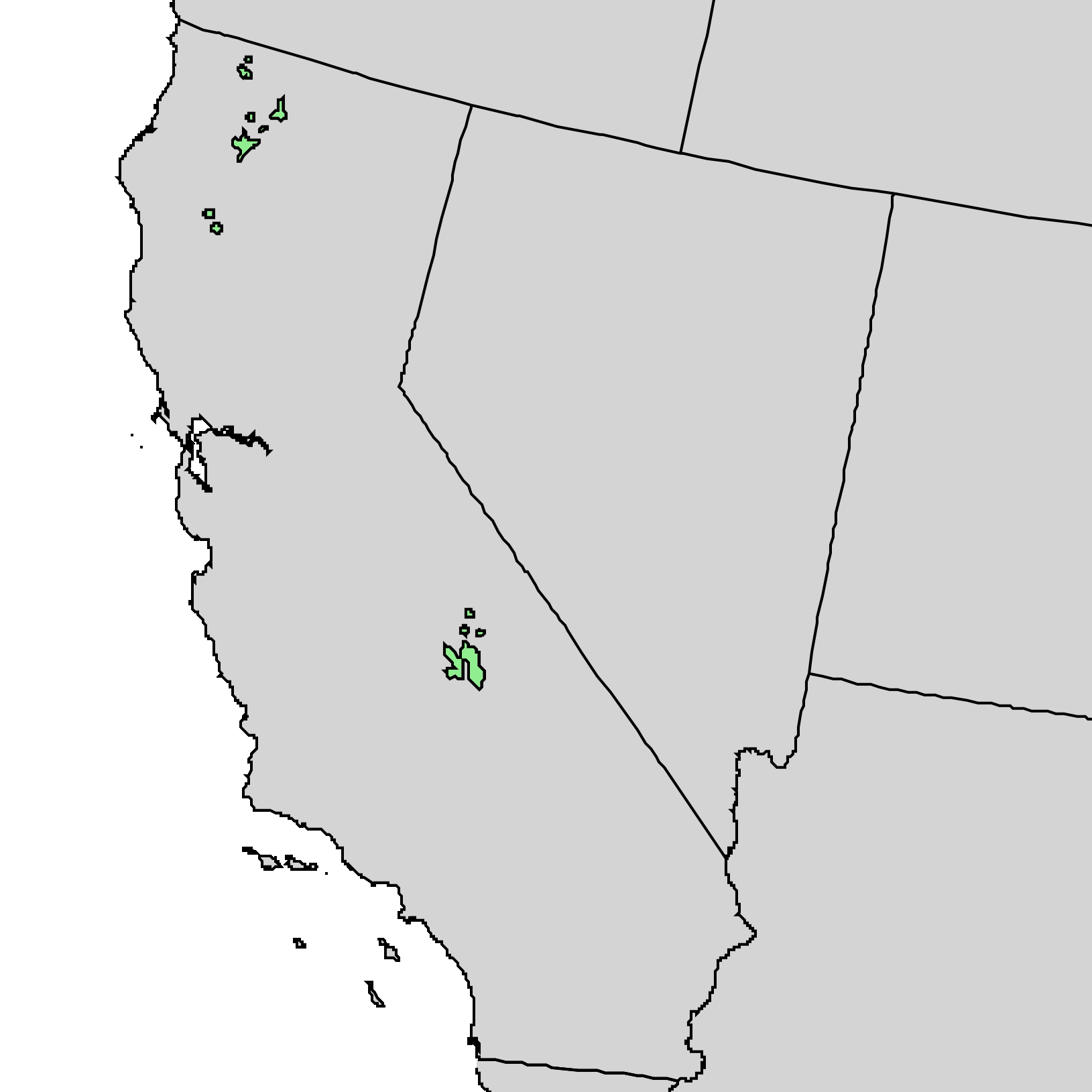
Distribution géographique naturelle

Le pin de Balfour (Pinus balfouriana) est un arbre relativement rare de Californie, à l'ouest des États-Unis. Il pousse dans les forêts subalpines à 1 950-2 750 mètres dans les montagnes Klamath et à 2 300-3 500 mètres plus au sud, dans la Sierra Nevada. Il mesure généralement entre 10 et 20 mètres et certains spécimens atteignent 35 mètres de hauteur. Le pin de Balfour peut vivre 3 000 ans dans la Sierra Nevada, même si le plus vieil individu connu a 2 110 ans.